# Euproctis coniortodes
Euproctis coniortodes är en fjärilsart som beskrevs av Collenette 1947. Euproctis coniortodes ingår i släktet Euproctis och familjen tofsspinnare. Inga underarter finns listade i Catalogue of Life.